# Bloomington PrairieThunder
Die Bloomington PrairieThunder waren ein US-amerikanisches Eishockeyfranchise aus Bloomington, Illinois. Sie spielten zwischen 2006 und 2011 in der United bzw. International Hockey League und Central Hockey League.

## Geschichte
Die Bloomington PrairieThunder wurden 2006 als Franchise der United Hockey League gegründet. Ermöglicht wurde die Ansiedlung der Mannschaft durch den Bau des 37 Millionen US-Dollar teuren U.S. Cellular Coliseum. Weder in ihrer einzigen UHL-Spielzeit, noch in den folgenden drei Jahren nach Umbenennung dieser in International Hockey League im Anschluss an die Saison 2006/07 in Anlehnung an die gleichnamige Liga, die von 1945 bis 2001 existierte, konnten die PrairieThunder die Playoffs erreichen und wiesen eine durchwachsene Bilanz auf.
Nachdem Jarrod Skalde die Mannschaft durch die Spielzeiten 2008/09 und 2009/10 geführt hatte, übernahm im August 2010 nach dessen Weggang Jason Christie, der zuvor als Assistenztrainer der Chicago Wolves tätig war, die Position des Cheftrainers.
In der Saison 2010/11 nahmen die Bloomington PrairieThunder an der Central Hockey League teil. Am Ende der Spielzeit stellte das Team den Spielbetrieb ein. Die Lücke, die die PrairieThunder in der Stadt hinterließen, wurde anschließend von den Bloomington Blaze gefüllt.

## Saisonstatistik
Abkürzungen: GP = Spiele, W = Siege, L = Niederlagen, OTL = Niederlagen nach Overtime SOL = Niederlagen nach Shootout, Pts = Punkte, GF = Erzielte Tore, GA = Gegentore, PIM = Strafminuten
| Saison  | GP | W  | L  | OTL | SOL | Pts | GF  | GA  | Platz       | Playoffs                       |
| 2006/07 | 76 | 25 | 45 | –   | 6   | 56  | 201 | 285 | 5., Western | nicht qualifiziert             |
| 2007/08 | 76 | 31 | 38 | 3   | 4   | 69  | 210 | 258 | 6., IHL     | nicht qualifiziert             |
| 2008/09 | 76 | 29 | 40 | 2   | 5   | 65  | 235 | 291 | 5., IHL     | nicht qualifiziert             |
| 2009/10 | 76 | 31 | 34 | 5   | 6   | 73  | 241 | 273 | 5., IHL     | nicht qualifiziert             |
| 2010/11 | 66 | 37 | 22 | 7   | –   | 81  | 188 | 189 | 3., Turner  | Niederlage in der ersten Runde |

## Team-Rekorde (IHL)

### Karriererekorde
Spiele: 221  Brett Holmberg
Tore: 92  Jon Booras
Assists: 145  Jon Booras
Punkte: 237  Jon Booras
Strafminuten: 330  Sam Miller

## Bekannte Spieler
- Sebastian Dahm
- Jason Deleurme
- Kerry Ellis-Toddington
- Scott Fankhouser
- Matt McIlvane
- Matthew Spiller